# Eldonnia
Eldonnia kayaensis es una especie de araña araneomorfa de la familia Linyphiidae. Es el único miembro del género monotípico Eldonnia.

## Distribución
Se encuentra en Corea, Japón y Rusia en el  Krai de Primorie.